# Gregor Golobič
Gregor Golobič, né le 20 janvier 1964 à Novo mesto, est un homme politique slovène, membre du parti Réel - Les sociaux-libéraux (Zares).

## Biographie

### Des études inachevées
Après avoir suivi ses études primaires et secondaires à Novo mesto, il entre en 1983 à la faculté des arts de l'université de Ljubljana et entreprend un cursus d'études slaves et philosophie. Il abandonne la première branche de son parcours peu après, et quitte l'université en 1988 sans diplôme.

### Un jeune engagé
Au cours des années 1980, il travaille comme rédacteur pour le magazine de jeunesse de Novo mesto, Valj, spécialiste des questions sociales à la radio étudiante, entre 1986 et 1988, et éditorialiste du magazine Mladina.
À la fin de l'année 1988, il commence à travailler pour la Ligue des jeunes socialistes dans l'objectif d'en faire un parti politique libéral. Élu membre de la chambre socio-politique de l'Assemblée slovène deux ans plus tard, il vote en faveur de l'indépendance de la Slovénie, puis devient en mars 1992 secrétaire général de la Démocratie libérale slovène (LDS), à la suite de l'élection de Janez Drnovšek à la tête du parti.
Il conserve ce poste pendant neuf ans, remettant sa démission en juin 2001.

### Fin d'études et carrière
Il reprend alors ses études supérieures en philosophie, qu'il achève avec une thèse baptisée « Quand les philosophes se taisent – L'exemple de Cratyle ». Il est ensuite recruté, en juin 2003, comme directeur commercial de la société de haute technologie Ultra.

### Retour en politique
Il est élu président du nouveau parti Réel – Nouvelle politique (Zares), une formation sociale-libérale fondée par des dissidents de la LDS, le 6 octobre 2008. Il conduit la campagne pour les élections législatives d'octobre 2008, au cours desquelles il est élu député à l'Assemblée nationale.
Le 21 novembre suivant, Gregor Golobič est nommé ministre de l'Enseignement supérieur, de la Science et de la Technologie dans le gouvernement de centre gauche dirigé par le social-démocrate Borut Pahor. Il annonce le 22 avril 2011 qu'il démissionnera au début du mois de juin, à la suite des référendums d'initiative populaire sur la réforme du marché du travail et des retraites.
Il précise le 3 juin qu'il remettra officiellement sa démission quatre jours plus tard.
Zares ayant subi une déroute aux élections législatives anticipées du 4 décembre 2011, il est remplacé, le 15 février 2012, par Pavel Gantar à la présidence de Zares.